# La Gerbe (Matisse)
Pour les articles homonymes, voir La Gerbe.
La Gerbe est une installation réalisée par l'artiste français Henri Matisse en 1953. Constituée à partir de carreaux de céramique figés dans du plâtre, cette œuvre se présente comme un tableau à la toile blanche sur laquelle des feuilles de différentes couleurs forment une gerbe. Une commande du promoteur immobilier américain Sidney F. Brody destinée à la décoration de sa maison, elle est conservée depuis 2010 au musée d'Art du comté de Los Angeles, à Los Angeles. Réalisée à partir de papiers gouachés découpés et collés, sa maquette fait partie des collections du musée Hammer, dans la même ville de Californie.